# Ruprecht II van Lubin
Ruprecht II van Lubin (Haynau (Chojnów), 1392 - 24 augustus 1431) was van 1419 of 1420 tot 1431 hertog vanLüben (Lubin) en Haynau. Hij behoorde tot de Silezische tak van het huis Piasten.

## Levensloop
Ruprecht II was de oudste zoon van hertog Hendrik IX van Lüben en diens eerste echtgenote Anna, dochter van hertog Przemysław I Noszak van Teschen. 
Na het overlijden van zijn vader in 1419 of 1420 erfde Ruprecht II de districten Lüben en Haynau, terwijl de districten Ohlau (Oława) en Nimptsch (Niemcza) naar zijn jongere broers Wenceslaus III en Lodewijk III gingen. In 1423 werd hij bovendien grootprior van de Orde van Malta. 
In 1420 sloten Ruprecht en zijn broers een erfverdrag met hertog Lodewijk II van Liegnitz, een stiefbroer van hun vader, dat in 1424 werd bekrachtigd. Door dit verdrag werd het gezamenlijke bezit van deze tak van het huis Piasten verzekerd. Omdat de Boheemse koning als leenheer het verdrag niet bevestigde, kwam het na de kinderloze dood van Lodewijk II in 1436 tot een erfconflict. Omdat zijn broer Lodewijk III zijn erfrechten niet kon doordrukken, ging het hertogdom Liegnitz naar de weduwe van Lodewijk II, Elisabeth van Brandenburg. De zogenaamde Leenstrijd van Liegnitz bleef duren tot in 1469. 
In 1431 stierf Ruprecht ongehuwd en kinderloos. Zijn bezittingen werd geërfd door zijn jongere broer Lodewijk III. Omdat de middelste broer Wenceslaus III reeds in 1423 gestorven was, kwam Lodewijk hierdoor in het bezit van de districten Lüben, Haynau, Ohlau en Nimptsch.